# Stylonuridae
Stylonuridae ist eine Familie der Unterordnung Stylonurina aus der Ordnung der Seeskorpione (Eurypterida).

## Merkmale
Bei den Arten aus der Familie Stylonuridae war der hintere Rand des Metastoma abgeflacht oder stumpf. Die prosomalen Gliedmaßen II bis IV waren stachelig (Ctenopterus-Typ), V und VI jedoch hatten keine Stacheln (Pagea-Typ). Das Opisthosoma war undifferenziert.

## Fundorte
Vertreter der Familie Stylonuridae wurden in Nordamerika (Bundesstaat New York) und Europa (England und Schottland) gefunden.

## Systematik
Die Familie wurde 1924 von Karl Diener aufgestellt. Sie beinhaltet nach Lamsdell, Braddy & Tetlie 2010 folgende Gattungen:
- Unterfamilie Laurieipterinae
  - Ctenopterus
  - Laurieipterus
- Pagea
- Stylonurus

Jüngere Synonyme der Familie Stylonuridae sind Laurieipteridae Kjellesvig-Waering, 1966 und Pageidae Kjellesvig-Waering, 1966.